# Snainton
Snainton är en ort och civil parish i Storbritannien.   Den ligger i grevskapet North Yorkshire och riksdelen England, i den centrala delen av landet, 300 km norr om huvudstaden London. Snainton ligger 33 meter över havet och antalet invånare är 754.
Terrängen runt Snainton är platt åt nordväst, men åt sydost är den kuperad.Runt Snainton är det ganska glesbefolkat, med 27 invånare per kvadratkilometer. Närmaste större samhälle är Scarborough, 13,2 km öster om Snainton. Trakten runt Snainton består till största delen av jordbruksmark.